# Harry Pidgeon
Harry Clifford Pidgeon (31 de agosto de 1869 - 4 de novembro de 1954) foi um marinheiro norte-americano, um fotógrafo notável, e foi a segunda pessoa a navegar sozinho ao redor do mundo (1921-1925), 23 anos depois de Joshua Slocum. Pidgeon foi a primeira pessoa a navegar em um barco ao redor do mundo através do Canal do Panamá e do Cabo da Boa Esperança, a primeira pessoa a circunavegar sozinho pelo Canal do Panamá e a primeira pessoa a circunavegar o mundo duas vezes (a segunda era 1932-1937). Em ambas as viagens, ele navegou um yawl de 34 pés chamado Islander, que Pidgeon construiu em uma praia em Los Angeles. Antes de sua primeira viagem, Pidgeon não tinha experiência de navegação e foi referido na imprensa como o "Navegador da Biblioteca". Ele conta sua aventura em seu livro, Around the World Single-Handed: The Cruise of the "Islander" (1932).